# Гутиська (Станіславська область)
Гутиська (інколи Гутисько, пол. Huciska) — колишній хутір (село) Новогутської сільської ради Станіславського району Станіславської області, розташований в Чорному лісі. Сьогодні у складі с. Нова Гута.

## Історія
Станом на 1 вересня 1946 року — хутір Новогутської сільської ради Станіславського району.
Внаслідок Радянських репресій 1950—1951 років село було ліквідоване.
У селі проживало 667 жителів та було 103 будинки.
У 1932 році у селі було 28 будинків, церква та каплиця.
Сьогодні у складі с. Нова Гута.
Назва утворена семантичним способом від апелятива «гутис(ь)ко», що означає «місце, де був склоплавильний завод» або «місце, де колись була гута». Сучасна назва — це множинна форма давнього найменування.

### Діяльність УПА
16 березня 1946 року підрозділ УПА влаштував засідку біля села Гутисько на кількох більшовиків. Одного вбили, другого — тяжко поранили. Захопили живою районну пропагандистку. Під час бою звільнили заарештовану Наталку Хандяк, яка отримала поранення. Через дві години більшовики обстріляли село з кулеметів.